# توشييا فوجيتا
توشييا فوجيتا (باليابانية: 藤田俊哉) (مواليد 4 أكتوبر 1971 في شيميزو كو) لاعب كرة قدم ياباني دولي يجيد اللعب في مركز الوسط . يلعب حاليا لصالح نادي رواسو كوماموتو الياباني منذ سنة 2009 .

## روابط خارجية
- توشييا فوجيتا على موقع الاتحاد الدولي (مؤرشف)  (الإنجليزية)
- توشييا فوجيتا على موقع رابطة كرة القدم اليابانية للمحترفين (اليابانية)
- توشييا فوجيتا على موقع قاعدة بيانات كرة القدم.إي يو (الإنجليزية)
- توشييا فوجيتا على موقع ناشيونال فوتبول تيمز (الإنجليزية)
- توشييا فوجيتا على موقع Soccerway.com (الإنجليزية)
- توشييا فوجيتا على موقع عالم كرة القدم.نت (الإنجليزية)